# Charlotte Gainsbourg

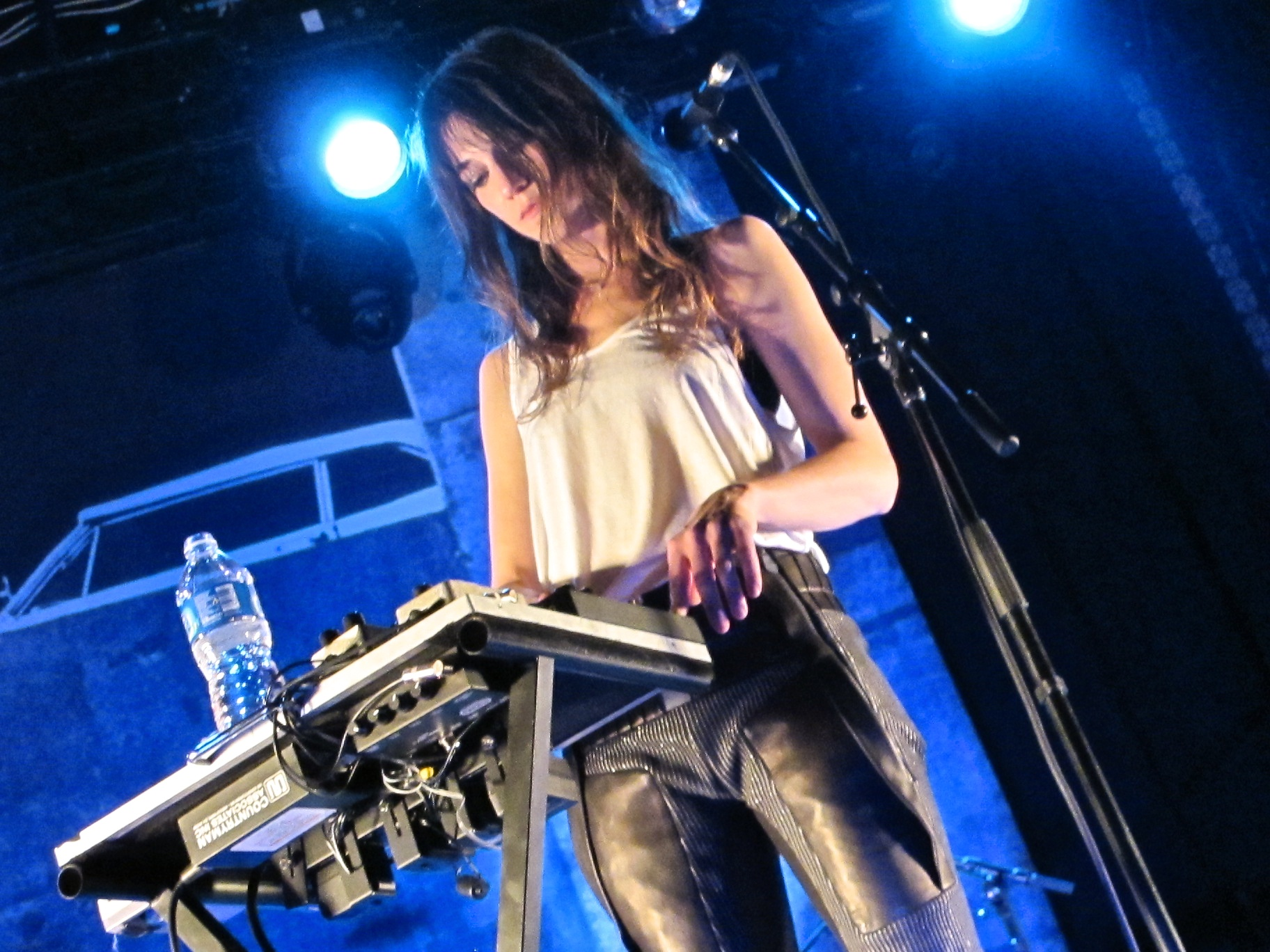
Charlotte Gainsbourg på scen 2010.

Charlotte Gainsbourg, född 21 juli 1971 i London, är en fransk skådespelare och sångare. Hon är dotter till Serge Gainsbourg och Jane Birkin samt gift med Yvan Attal.

## Film och teater
Gainsbourg debuterade i filmen Paroles et musique 1984, där hon spelade Catherine Deneuves dotter. År 1986, vann hon ett César-pris för "Mest lovande skådespelerska" för filmen L'effrontée, och år 2000 vann hon pris för "Bästa kvinnliga biroll" för filmen La Bûche.
År 1994 gjorde Gainsbourg sin scendebut i David Mamets Oleanna på Théâtre de la Gaîté-Montparnasse.
2009 spelade Gainsbourg en av huvudrollerna i Lars Von Triers kontroversiella film Antichrist. Den andra huvudrollen spelades av Willem Dafoe. Hon hade även en av de bärande rollerna i von Triers nästa film, Melancholia från 2011. 2013 kom den avslutande filmen i von Triers trilogi, Nymphomaniac, där hon återigen spelade huvudrollen.
I juni 2021 offentliggjordes att hon valts som ledare för årets upplaga av Deauville American Film Festival.

## Musik
Charlotte Gainsbourg musikdebuterade 1986 med den kontroversiella sången "Lemon Incest", som hon sjöng tillsammans med sin far Serge Gainsbourg.
Gainsbourg har sjungit titelsången i tre av sina filmer och har släppt fem album, Charlotte forever (1986), 5:55 (2006), IRM (2009), Stage Whisper (2011) och Rest (2017). År 2004 sjöng hon i duett med den franska popstjärnan Étienne Daho på hans singel "If".

## Filmografi (i urval)
- 1984 – Paroles et musique
- 1985 – Jag är ingen barnunge längre!
- 1988 – Den lilla tjuven (La Petite voleuse)
- 1996 – Jane Eyre
- 1996 – Anna Oz
- 2003 – 21 gram (21 Grams)
- 2005 – Lemming
- 2006 – The Science of Sleep
- 2007 – I'm Not There
- 2009 – Antichrist
- 2010 – Trädet
- 2011 – Melancholia
- 2013 – Nymphomaniac
- 2014 – Samba
- 2015 – Every Thing Will Be Fine
- 2017 – Snömannen
- 2022 – The Pale Blue Eye
- 2025 – Étoile (TV-serie)

## Diskografi
- 1986 – Charlotte Forever
- 2006 – 5:55
- 2009 – IRM
- 2011 – Stage Whisper
- 2017 – Rest